# Tranquillas etiam naufragus horret aquas
 Тranquillas etiam naufragus horret aquas  лат. (изговор: транквилас ецијам науфрагус хорет аквас). Бродоломник се боји мирних вода. (Овидије)

## Поријекло изреке
Изговорио један од тројице највећих   пјесника  августовског доба у   Риму  Овидије.

## Изрека у српском језику
У српском језику постоји изрека са истим смислом: „Кога су змије уједале, и гуштера се боји.“

## Тумачење
Ко се гушио у диму  не воли маглу, кога је ујела змија плаши се свега што и најмање подсјећа на змију, ко се давио у води боји се воде и у чаши...